# Etinamat

Strukturformel för Etinamat.

Etinamat, summaformel C9H13NO2, är ett lugnande och sömngivande preparat, patenterat 1957 av Schering AG. Preparatet används inte som läkemedel i Sverige.
Substansen är narkotikaklassad och ingår i förteckning P IV i 1971 års psykotropkonvention, samt i förteckning IV i Sverige.